# St. Andrews (New Brunswick)
St. Andrews ist eine Stadt und der Verwaltungssitz des Charlotte County in der kanadischen Provinz New Brunswick mit 1786 Einwohnern (Stand: 2016). 2011 betrug die Einwohnerzahl 1889.

## Geografie
St. Andrews liegt an der Mündung des St. Croix River in die Passamaquoddy Bay, die den nördlichen Teil der Bay of Fundy bildet. Rund 20 Kilometer nordwestlich befindet sich St. Stephen. Saint John im Osten ist rund 80 Kilometer entfernt. Die New Brunswick Route127 führt mitten durch St. Andrews.

## Geschichte
Im Jahr 1783 ließen sich Loyalisten an der Mündung des St. Croix River nieder, gründeten eine Siedlung, betrieben zunächst Landwirtschaft und nannten den Ort in Anlehnung an ihre Heimatstadt St Andrews daraufhin ebenfalls St. Andrews. Aufgrund der sehr waldreichen Umgebung und der günstigen Lage am Wasser wurden Holzwirtschaft, Fischerei und Schiffbau bald die Hauptwirtschaftszweige und der Ort wurde zum Verwaltungssitz des Charlotte County ausersehen. Bauholz und Fischereiprodukte wurden im Austausch für Melasse und Rum bis zu den Westindischen Inseln  und nach Großbritannien verschifft. Anfang des 20. Jahrhunderts entwickelte sich der Ort aufgrund der hervorragenden klimatischen Verhältnisse zu einer beliebten Sommerresidenz wohlhabender Bürger aus Boston und Montreal sowie weiterer Städte der nordamerikanischen Ostküste, die bevorzugt das 1889 erbaute Algonquin-Hotel nutzten, das 1914 abbrannte, später aber wieder aufgebaut wurde. Zu Zeiten der Weltwirtschaftskrise, mit dem Anstieg der Produktion privat genutzter Automobile sowie der Schaffung neuer Erholungsgebiete auf dem nordamerikanischen Kontinent verlor St. Andrews schnell seine bevorzugte Stellung als Urlaubszentrum.
Viele historische Gebäude und Plätze wurden in die List of historic places in St. Andrews, New Brunswick aufgenommen.

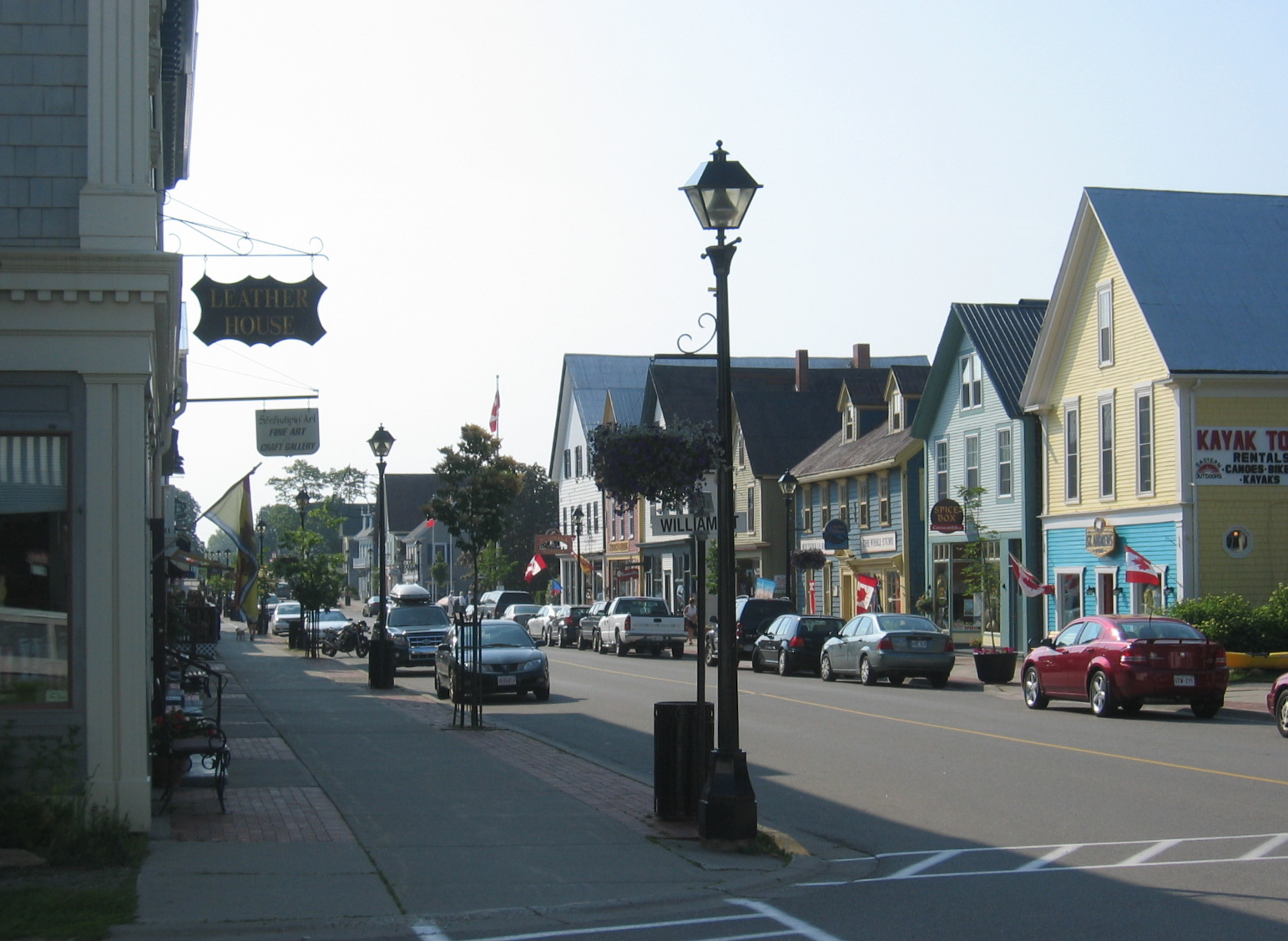
Historic District
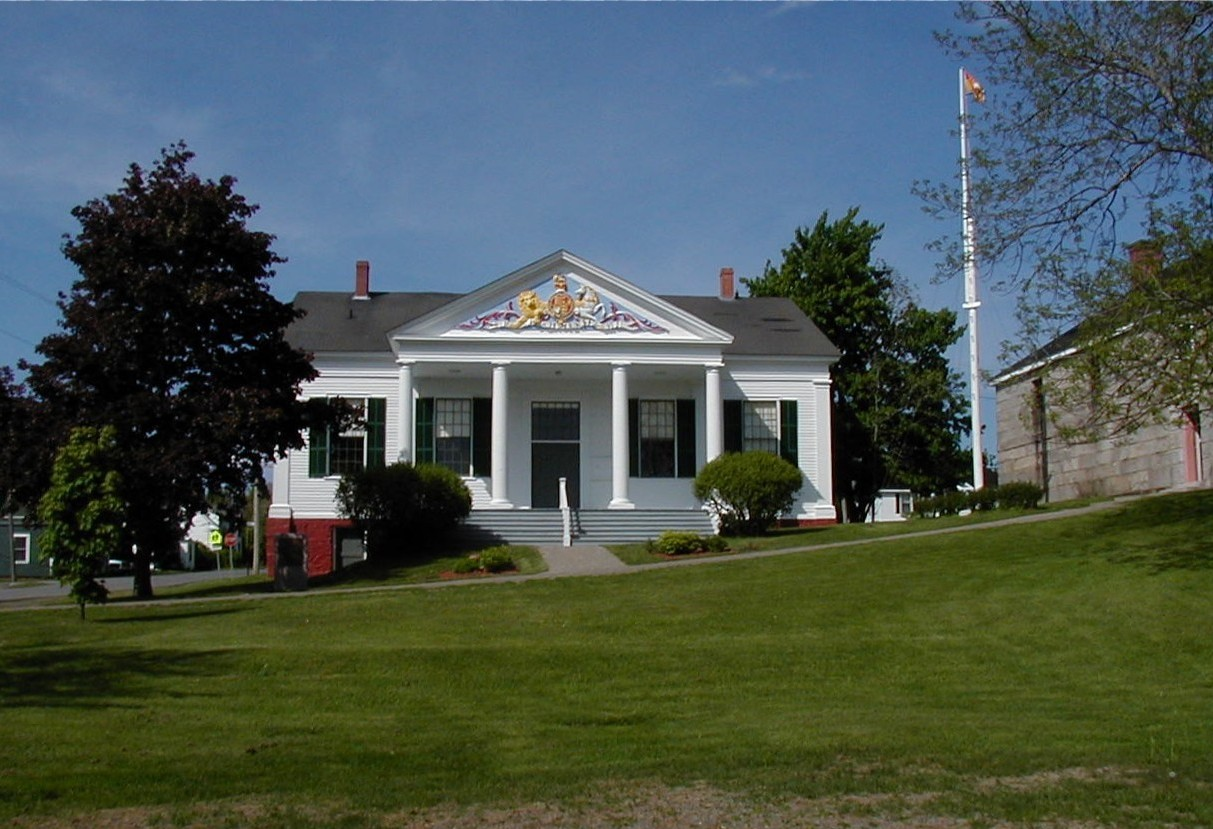
County Court House
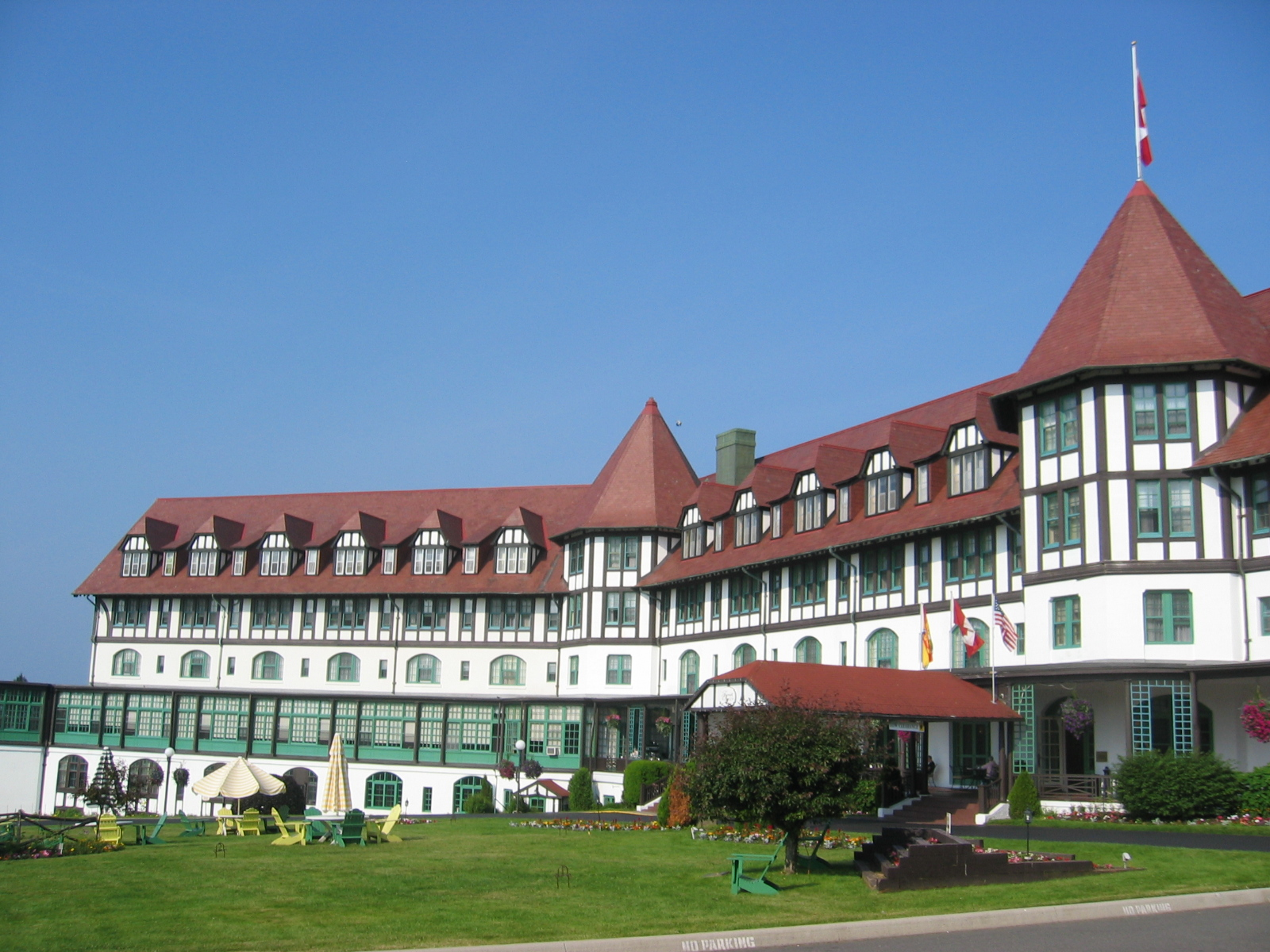
Algonquin
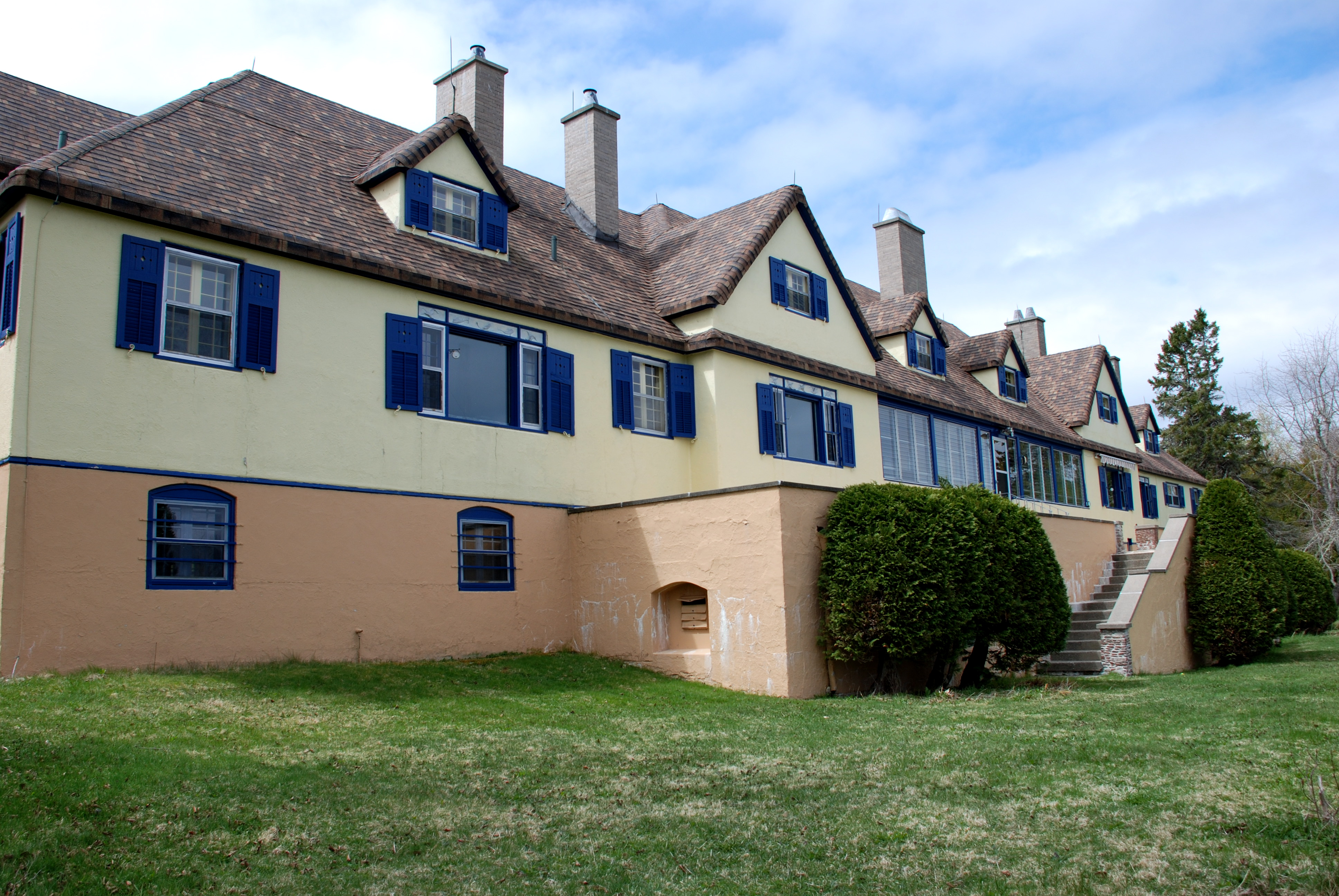
Beaverbrook Residence
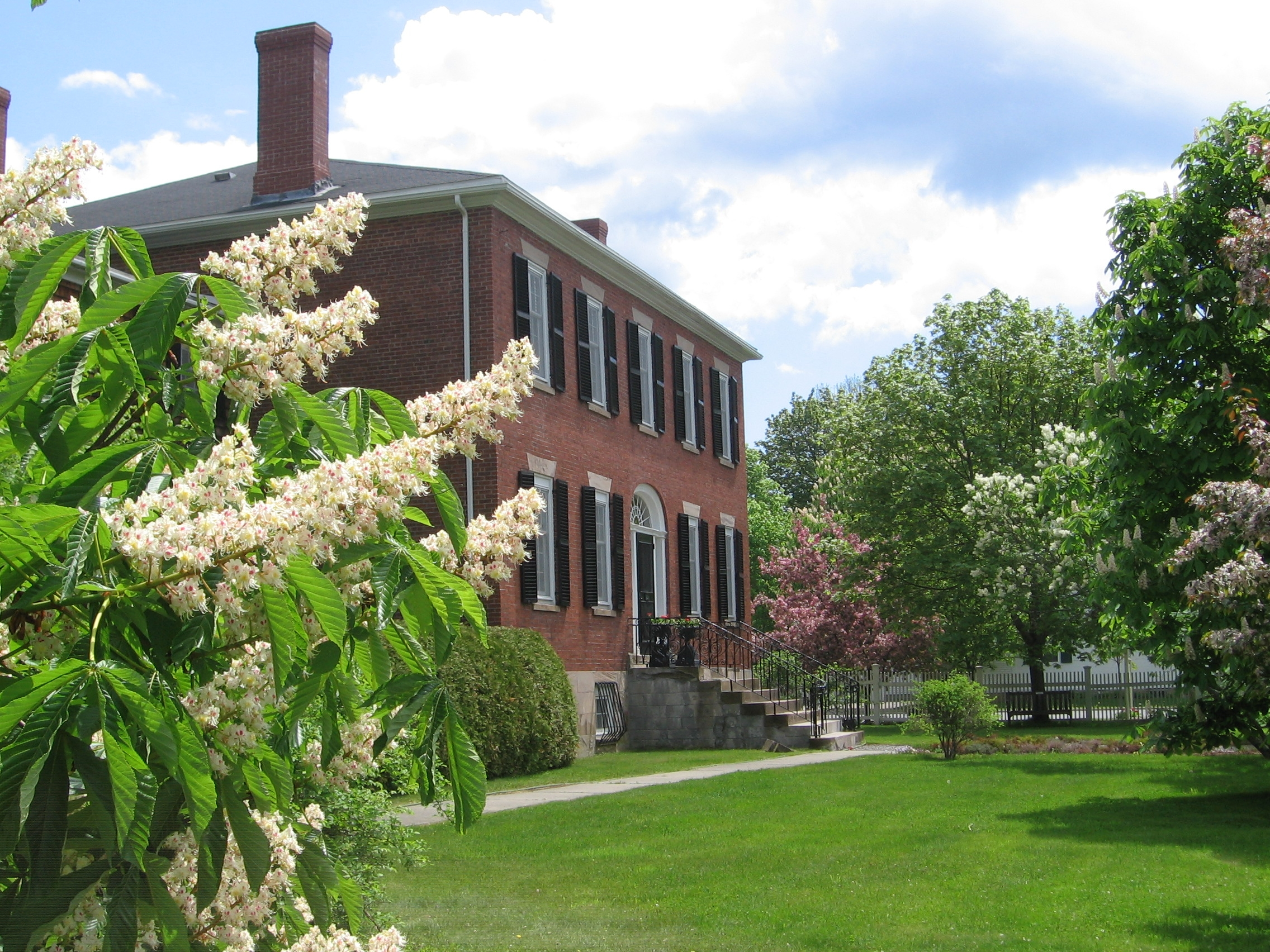
Ross Memorial Museum
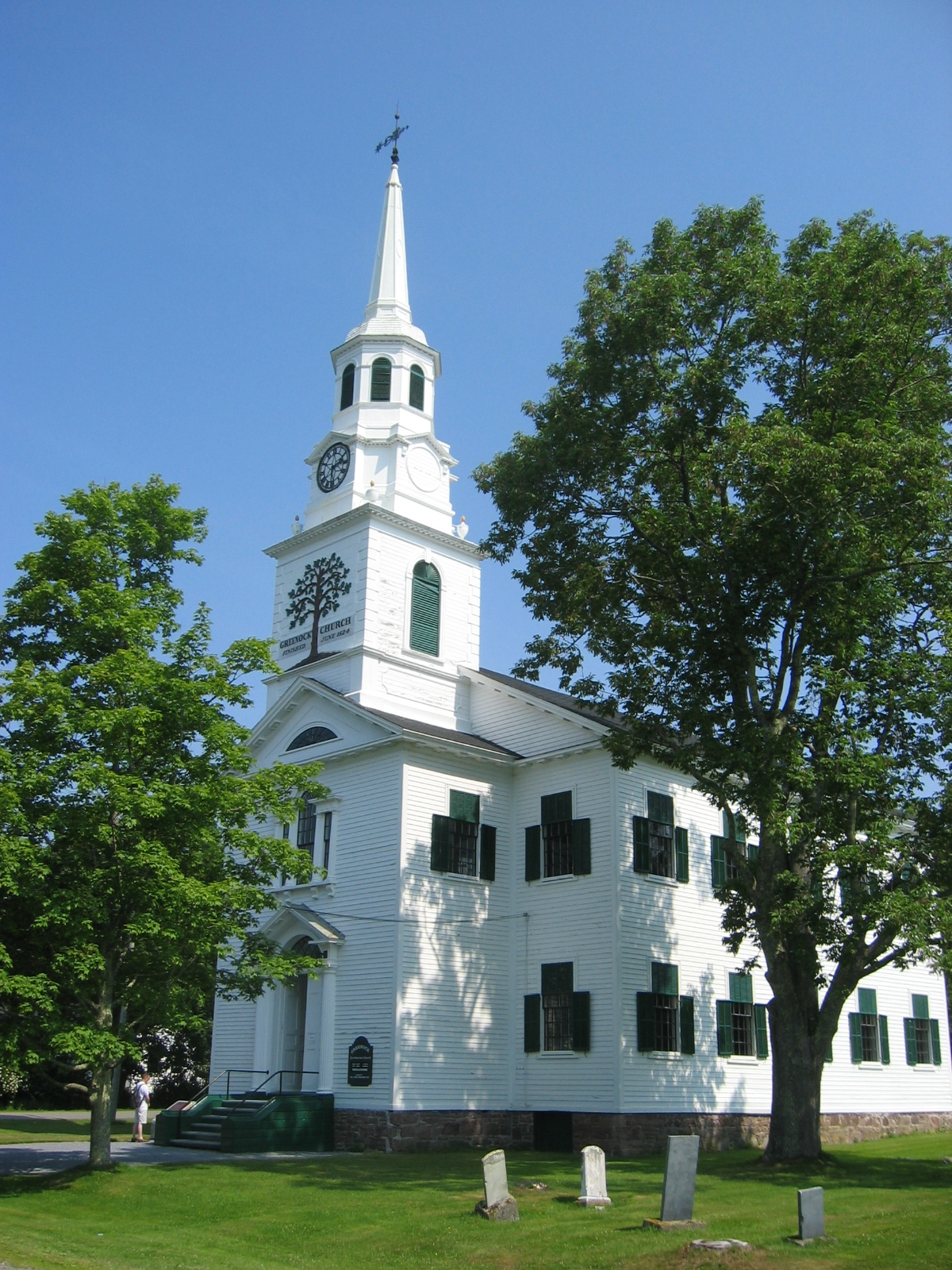
Greenock Church

## Walbeobachtungen
Zu einem neuen Geschäftszweig in St. Andrews entwickelt sich die Beobachtung von Walen (whale watching) in der Bay of Fundy. Eine Vielzahl kleinerer Unternehmen, die entsprechende Bootstouren durchführen, wurde gegründet. Saisonal können insbesondere Buckelwale, Finnwale, Zwergwale, Schweinswale, Glattwale (Atlantischer Nordkaper) sowie Delfine beobachtet werden.

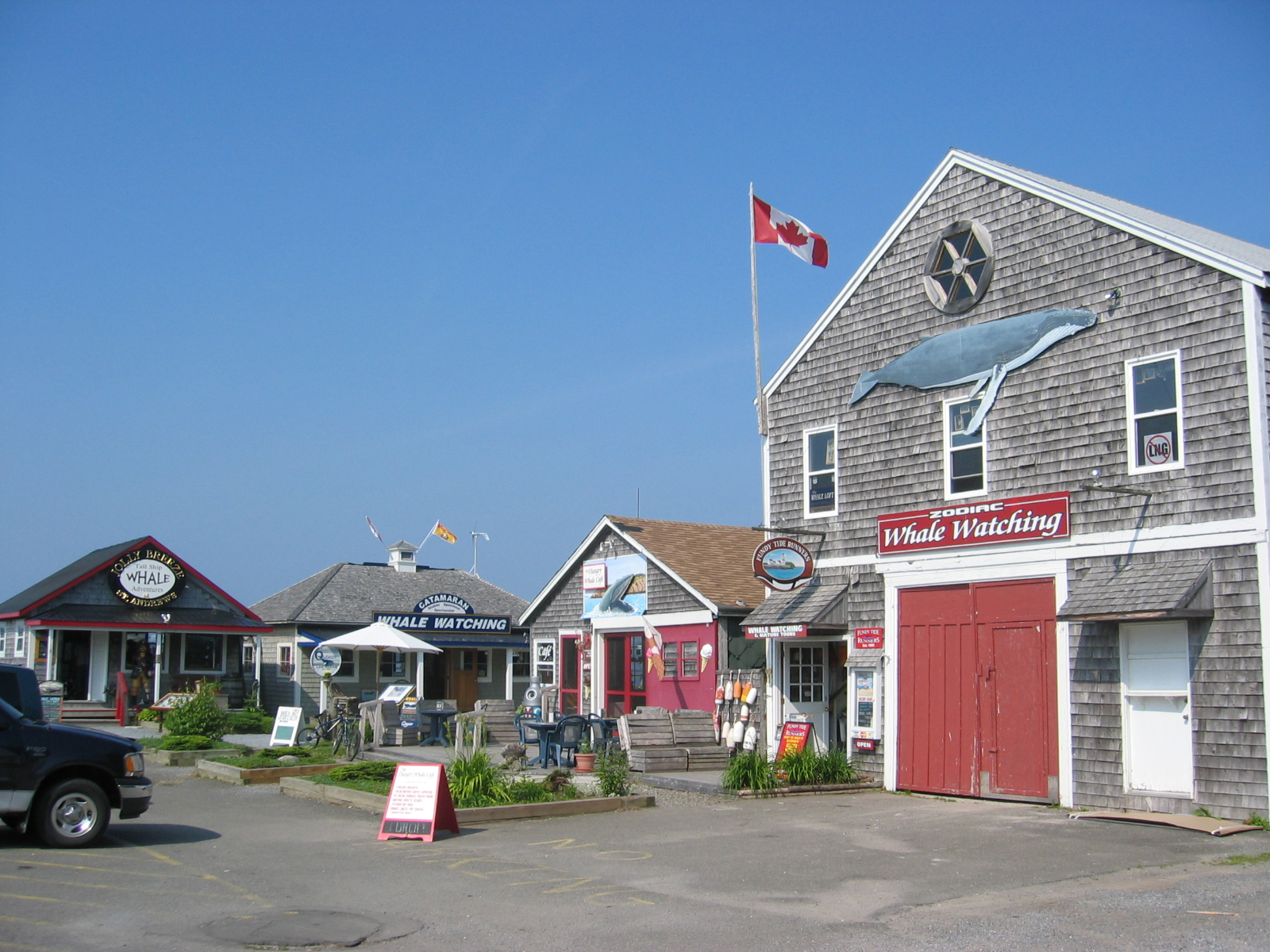
Whale watching Unternehmen
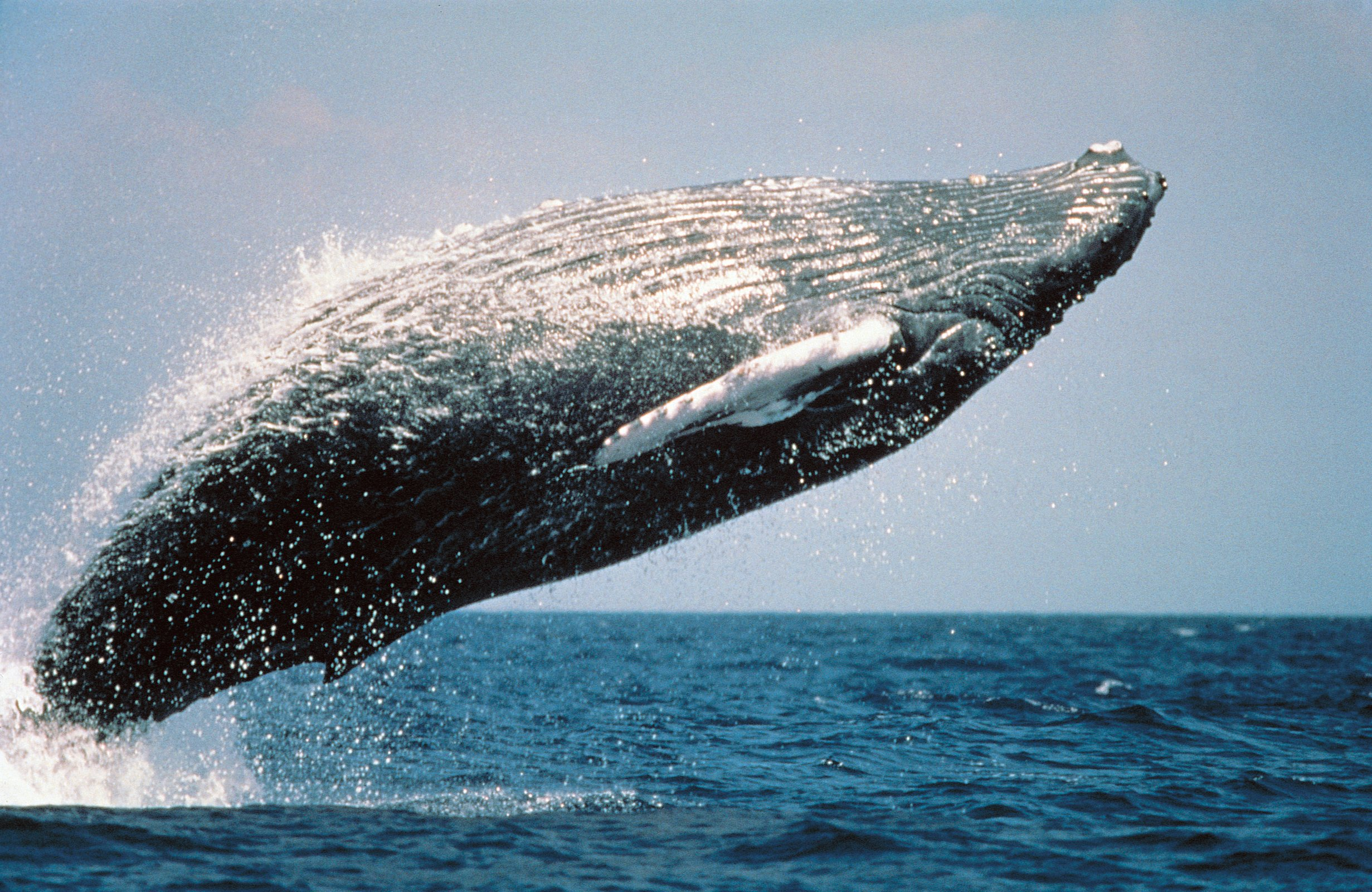
Buckelwal
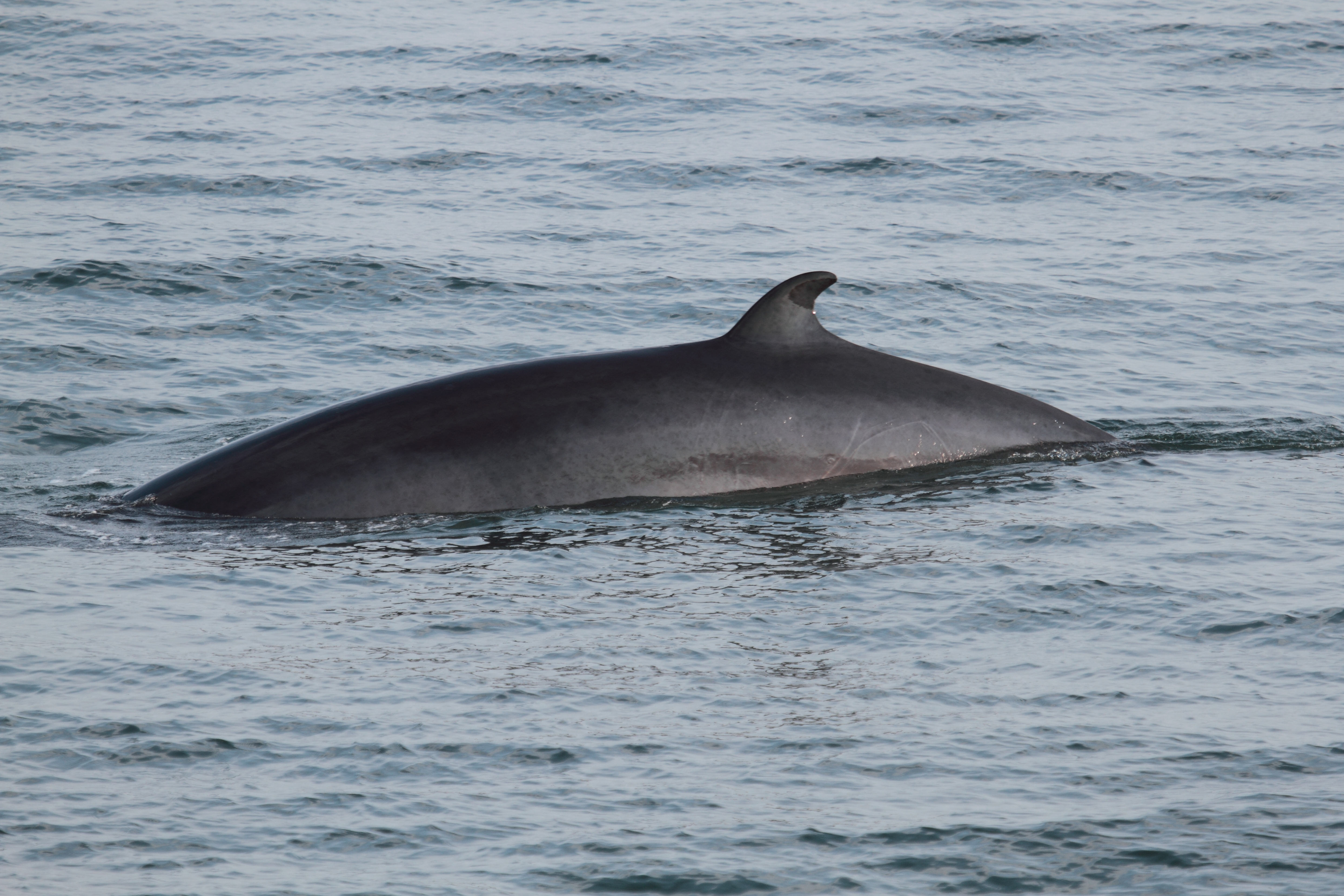
Zwergwal
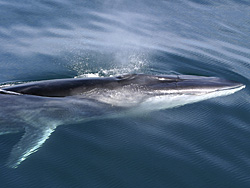
Finnwal
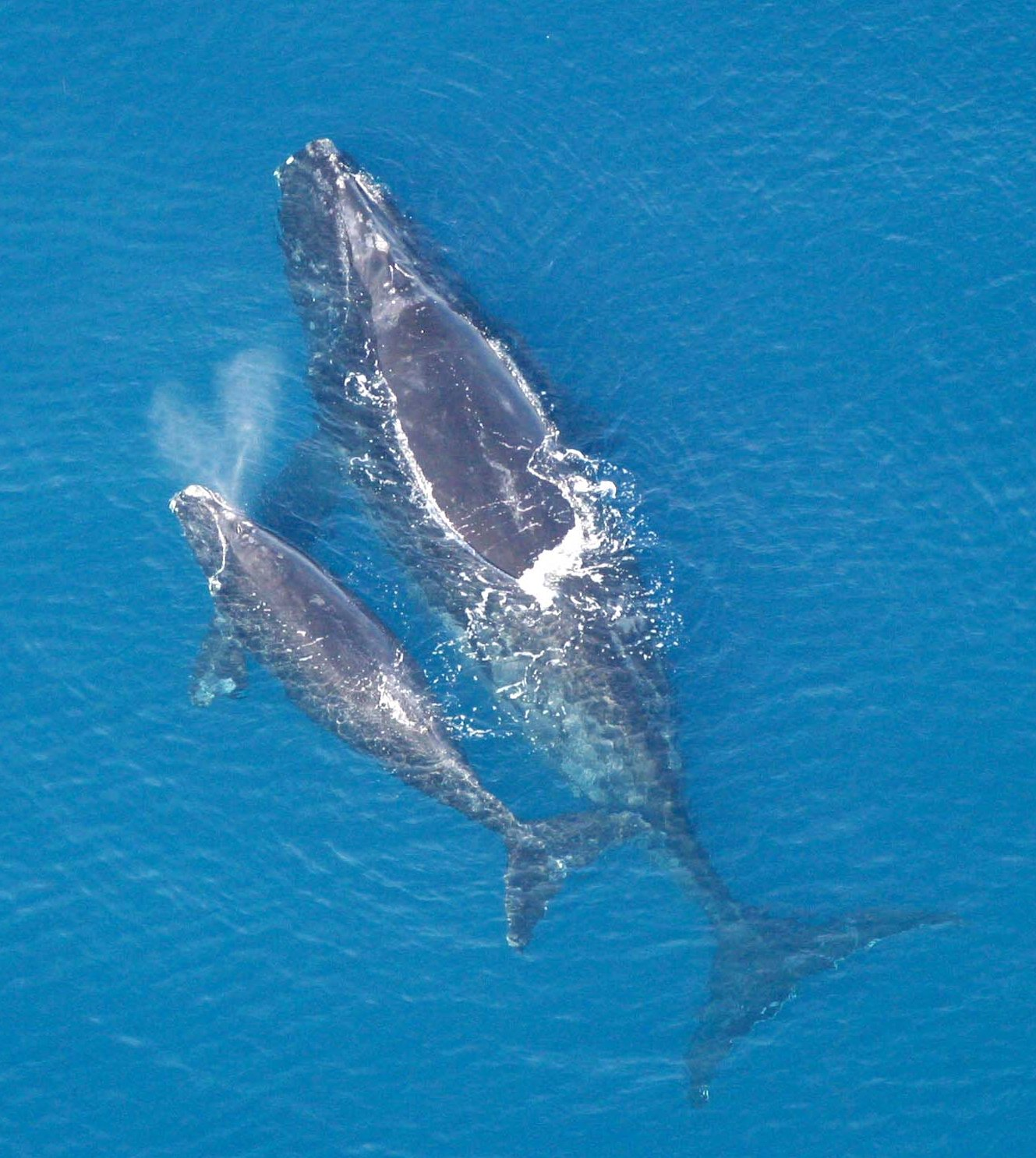
Atlantischer Nordkaper

## Söhne und Töchter der Stadt
- Edward Mitchell Bannister, afroamerikanischer Maler